# Cultura de Hallstatt

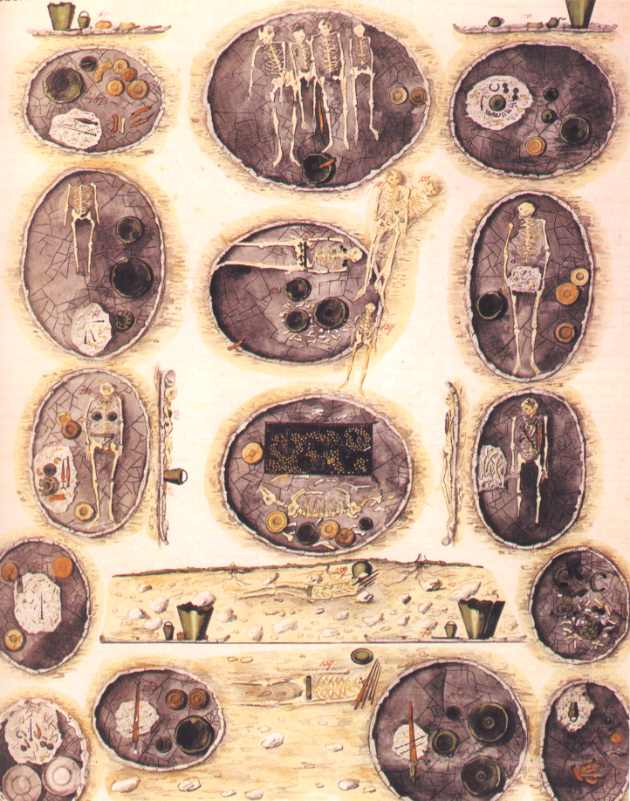
Cultura de Hallstatt (Ramsauer)

A cultura de Hallstatt foi a cultura centro-europeia predominante durante a Idade do Bronze local, e deu origem à Idade do Ferro. Recebeu este nome pelo sítio arqueológico de Hallstatt, uma aldeia lacustre no Salzkammergut austríaco, a sudeste de Salzburgo.

## Sítio arqueológico de Hallstatt
Em 1846, Johann Georg Ramsauer descobriu um grande cemitério pré-histórico o qual escavou durante a segunda metade do século XIX. Por fim, a escavação produziria 1045 inumações.
A comunidade de Hallstatt explorava as minas de sal na região, as quais tinham estado em operação intermitente desde o Neolítico (século VIII a.C.) até o século V d.C.. O estilo e a decoração dos bens encontrados nos túmulos do cemitério é bem peculiar, e artefactos no mesmo estilo disseminaram-se por toda a Europa.

## Cultura Hallstatt

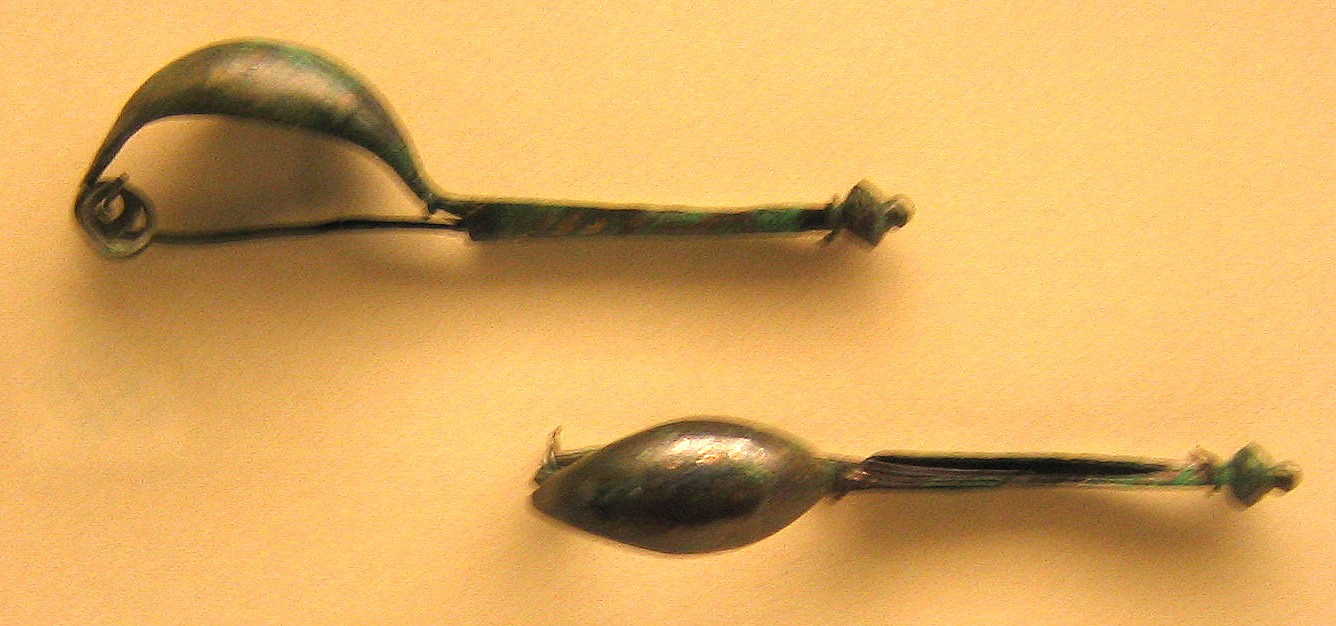
Broches encontrados num túmulo da cultura de Hallstatt.

A cultura Hallstatt, estendendo-se de aproximadamente 1200 a.C. até cerca de 500 a.C., é dividida pelos arqueólogos em quatro fases: Hallstatt A e B correspondem à Idade do Bronze tardia (c. 1 200–800 a.C.), enquanto Hallstatt C se refere ao início da Idade do Ferro (c. 800–600 a.C.) e é caracterizada pela primeira aparição de espadas de ferro em meios a outras de bronze. Quanto a fase final, Hallstatt D, somente adagas foram encontradas nos túmulos que vão de c. 600–500 a.C.. Existem também diferenças na cerâmica e nos broches. As obras de arte incluem joalheria elaborada, feita de bronze e ouro, e estelas de pedra, como o famoso Guerreiro de Hirschlanden.
Uma zona cultural oriental de Hallstatt, que incluía a Croácia, Eslovênia, Hungria ocidental, Áustria, Morávia e Eslováquia pode ser distinguida de uma zona cultural ocidental a qual inclui o norte da Itália, Suíça, França oriental, Alemanha meridional e Boémia.
Sistemas de trocas ou movimentos populacionais (provavelmente ambos) difundiram o complexo cultural de Hallstatt na parte ocidental da Península Ibérica, Grã-Bretanha e Irlanda. É provável que alguma, se não toda esta difusão, tenha ocorrido num contexto falante do celta.
O comércio com a Grécia é atestado pelas descobertas das figuras de cerâmica negra áticas nos túmulos da elite do período tardio de Hallstatt. Elas foram provavelmente importadas via Massilia (Marselha). Outros artigos de luxo importados incluíam âmbar, marfim (Gräfenbühl) e provavelmente vinho. Análises recentes mostraram que a suposta seda no monte funerário em Hohmichele não era o que parecia ser. Corante vermelho (cochonilha) também era importado do sul (túmulo de Hochdorf).
Nas regiões centrais de Hallstatt, e na fase final do período, túmulos muito ricos de indivíduos de posição social elevada sob grandes tumuli foram encontrados em associação com assentamentos em topos de colina fortificados. Eles frequentemente continham carruagens e freios (de cavalos) ou jugos. Inumações bem-conhecidas de carruagens incluem Býčí Skála, Vix e Hochdorf. Um modelo de carruagem feito de chumbo foi encontrado em Frögg no estado da Caríntia.
Os sítios defendidos frequentemente incluíam as oficinas de ourives. Sítios típicos estão em Heuneburg no alto Danúbio, circundados por nove grandes mamoas, o Monte Lassois na França oriental próximo a Châtillon-sur-Seine tendo, aos seus pés, o rico túmulo de Vix, e a colina fortificada em Molpir, na Eslováquia.
A cultura de Hallstatt foi sucedida em boa parte da Europa Central pela Cultura de La Tène.